# 溝口綾
溝口綾（日语：／ Mizoguchi Aya，1957年10月18日—），日本女性配音員。出身於東京都。自由身。她也曾以名義進行配音工作。代表作是《足球小將翼 (1983年版)》（三杉淳）。O型血。

## 簡歷
高中時期，溝口綾想成為一名漫畫家。
她決定成為一名配音員的原因是她在受傷後離開了劇團櫂，轉而擔任辦公室白領。然而，她覺得她想做一些能讓她表達自己的事情，而且她碰巧和一家動畫公司的某人關係很好，所以她請那個人帶她參觀了工作室。她說她想做配音工作，並要求做一些背景噪音，但她完全沒用，受到了嚴厲的批評。音響監督把她介紹給了松田實，松田說「為什麼不成立一個學習小組呢？」。隨後，她召集了、原榮里子等成員，成立了Voice Arts。
她的第一個常規角色是電視動畫《Cybot Robotchi》裡的雪兒薇。
她之前曾隸屬於ARTSVISION。
目前，她已從配音界退休，擔任音響及製作總監，並在配音訓練學校培養後進新人。

## 人物
興趣：鋼琴、料理、運動。

## 演出
粗體字表示主要角色。

### 電視動畫
- 超人B（日语：ウルトラB）（主婦A）
- 足球小將翼 (1983年版)（三杉淳[6]）
- Cybot Robotchi（日语：サイボットロボッチ）（雪兒薇）
- 獸神萊卡（真一）
- 哆啦A夢 (大山羨代版)（老太太）
- 魔法使莎莉 (1989年版)（裕平、賢一）

### 電影動畫
- 足球小將翼：危險！全日本Jr.（三杉淳[7]）
- 足球小將翼：奔向明日！（三杉淳[8]）
- 足球小將翼：世界大決戰!! Jr. 世界盃（三杉淳）

### OVA
- 黑貓館（日语：黒猫館）（綾）
- 新足球小將翼（三杉淳）
- 頑皮大師（廣志）

### 遊戲
- 超級機器人大戰NEO（日语：スーパーロボット大戦NEO）（2009年，真一）

### 外語配音

#### 電影
- 緊急搜捕令（薩尼）※朝日電視台版。
- 莽龍怒鳳（英语：Rooster Cogburn (film)） ※TBS版。

### 特攝影集
- 機動刑事Jiban（哈里／哈里男孩的聲音）
- 特警Winspector（機器雄的聲音）

### 人偶劇
- 兒童人偶劇場（日语：こどもにんぎょう劇場）

## 音響、製作總監作品

### 動畫
- 青澀寶貝
- 天地無用！ 魅御理溫泉之旅
- 超變身俏妞（日语：超くせになりそう）
- HYPER杏奈（日语：ハイパーあんな）
- 橫濱購物紀行

### 遊戲
- 新超級機器人大戰（日语：新スーパーロボット大戦）（1996年12月27日）
- SEGA SATURN版 超級機器人大戰F（1997年9月25日）
- SEGA SATURN版 超級機器人大戰F完結篇（1998年4月23日）
- 超級機器人：靈魂格鬥（日语：スーパーロボットスピリッツ）（1998年7月17日）
- PlayStation版 超級機器人大戰F（1998年12月10日）
- 超級英雄作戰（日语：スーパーヒーロー作戦）（1999年1月28日）
- PlayStation版 超級機器人大戰F完結篇（1999年4月15日）
- 超級機器人大戰完全版（1999年6月10日）
- 超級機器人大戰α（2000年5月25日）
- 超級機器人大戰α外傳（2001年3月29日）
- 超級機器人大戰α for Dreamcast（2001年8月30日）
- 超級機器人大戰IMPACT（日语：スーパーロボット大戦IMPACT）（2002年3月28日）
- 第2次超級機器人大戰α（2003年3月27日）
- 超級機器人大戰Scramble Commander（日语：スーパーロボット大戦Scramble Commander）（2003年11月6日）
- 超級機器人大戰MX（2004年5月27日）
- 超級機器人大戰GC（日语：スーパーロボット大戦GC）（2004年12月16日）
- 第3次超級機器人大戰α 終焉之銀河（2005年7月28日）
- 超級機器人大戰MX 攜帶版（2005年12月29日）
- 超級機器人大戰XO（日语：スーパーロボット大戦GC）（2006年11月30日）
- 超級機器人大戰OG ORIGINAL GENERATIONS（2007年6月28日）
- 超級機器人大戰Scramble Commander the 2nd（日语：スーパーロボット大戦Scramble Commander the 2nd）（2007年11月1日）
- 超級機器人大戰OG外傳（2007年12月27日）
- 無限邊疆 超級機器人大戰OG傳奇（日语：無限のフロンティア スーパーロボット大戦OGサーガ） 預約特典CD（2008年5月29日）
- 超級機器人大戰A 攜帶版（2008年6月19日）
- 超級機器人大戰Z（2008年9月25日）
- 超級機器人大戰Z 特別光碟（2009年3月5日）
- 超級機器人大戰NEO（日语：スーパーロボット大戦NEO）（2009年10月29日）
- 無限邊疆EXCEED 超級機器人大戰OG傳奇（日语：無限のフロンティアEXCEED スーパーロボット大戦OGサーガ） 預約特典CD（2010年2月25日）
- 超級機器人大戰OG傳奇 魔裝機神 THE LORD OF ELEMENTAL（日语：スーパーロボット大戦OGサーガ 魔装機神 THE LORD OF ELEMENTAL）（2010年5月27日）
- 第2次超級機器人大戰戦Z 破界篇（2011年4月14日）

## 相關項目
- 日本動畫師列表（日语：アニメ関係者一覧）

## 外部連結
- 溝口綾 （日語）—allcinema（日语：allcinema）